# غيسلاين أنسيلميني
غيسلاين أنسيلميني (بالفرنسية: Ghislain Anselmini)‏ (6 مايو 1970 في لوكوتو) لاعب كرة قدم فرنسي معتزل كان يجيد اللعب في خط الدفاع .

## روابط خارجية
- غيسلاين أنسيلميني على موقع رابطة كرة القدم الفرنسية للمحترفين (الإنجليزية)
- غيسلاين أنسيلميني على موقع قاعدة بيانات كرة القدم.إي يو (الإنجليزية)
- غيسلاين أنسيلميني على موقع Soccerway.com (الإنجليزية)
- غيسلاين أنسيلميني على موقع عالم كرة القدم.نت (الإنجليزية)